# Rallye Katalonien 2009

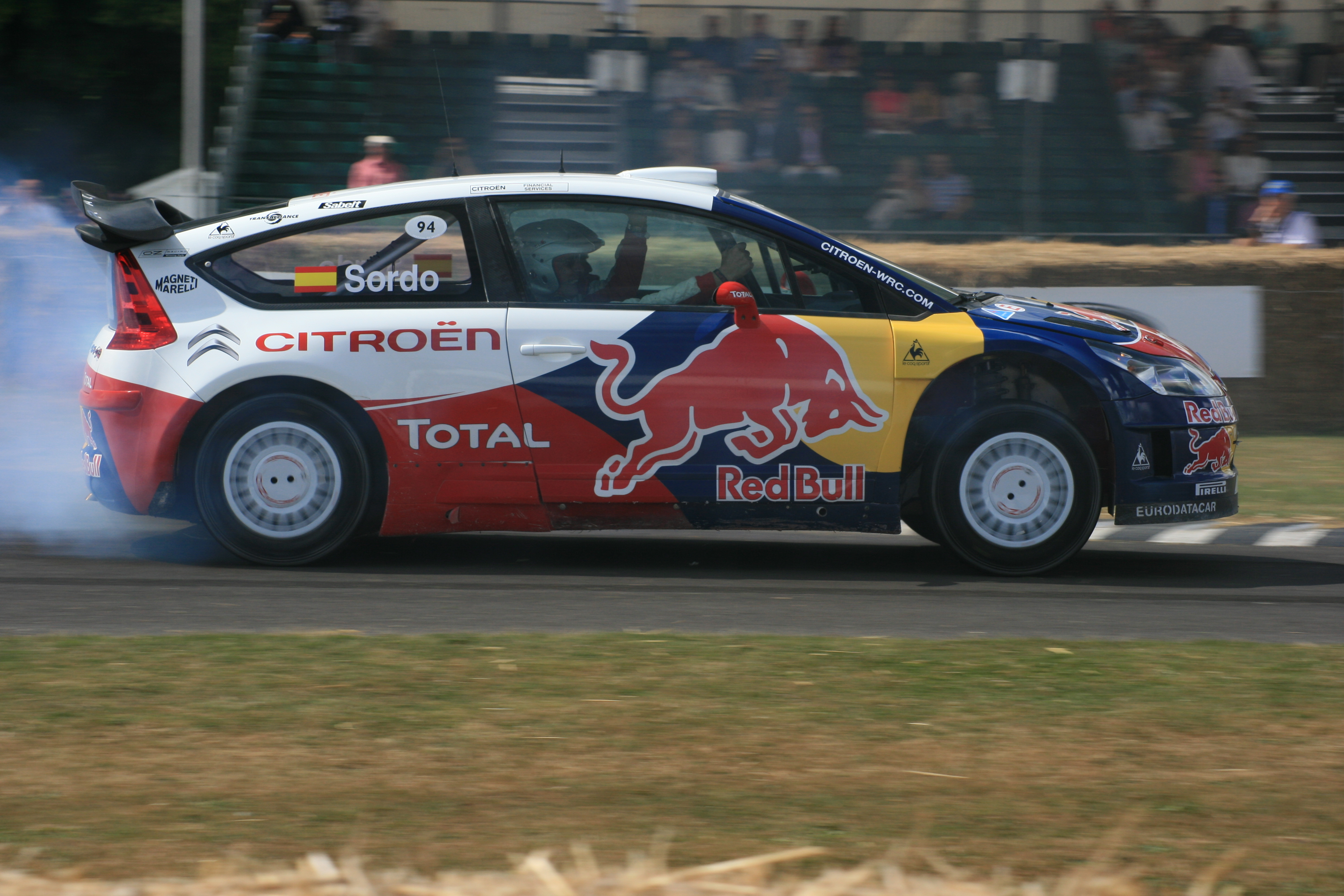
Dani Sordo und Marc Martí im Citroën C4 WRC

Die 45. Rallye Katalonien war der 11. von 12 FIA-Weltmeisterschaftsläufen 2009. Die Rallye bestand aus 18 Wertungsprüfungen und wurde zwischen dem 2. und dem 4. Oktober gefahren.

## Bericht
Die Citroën-Fahrer Sébastien Loeb und Daniel Sordo beherrschten die Rallye von Anfang an und belegten die Ränge eins und zwei. Durch den Doppelsieg konnte sich Citroën vorzeitig den Herstellertitel sichern. Ford-Pilot Mikko Hirvonen hatte in den insgesamt 18 Prüfungen keine Chance, mit dem Citroën-Duo mitzuhalten und belegte am Ende mit 54,1 Sekunden Rückstand auf Loeb den dritten Rang. Damit konnte Hirvonen die Führung in der Fahrer-Weltmeisterschaft behaupten, Rivale Loeb war aber bis auf einen WM-Punkt herangekommen. Privatier Petter Solberg beendete seine erste Rallye in der 2008er-Version des Citroën C4 WRC auf dem vierten Rang. Sébastien Ogier (Citroën) wurde Fünfter vor Jari-Matti Latvala (Ford), der das ganze Wochenende über Probleme hatte, bei der Asphalt-Rallye Tempo zu machen.

## Klassifikationen

### Endresultat
| Pos  | Fahrer             | Beifahrer           | Auto               | Zeit      | Rückstand | Punkte |     |
| WRC  | WRC                | WRC                 | WRC                | WRC       | WRC       | WRC    | WRC |
| ---- | ------------------ | ------------------- | ------------------ | --------- | --------- | ------ | --- |
| 1    | Sébastien Loeb     | Daniel Elena        | Citroën C4 WRC     | 3:22:14.7 | 0:00.0    | 10     |     |
| 2    | Dani Sordo         | Marc Martí          | Citroën C4 WRC     | 3:22:26.7 | 0:12.0    | 8      |     |
| 3    | Mikko Hirvonen     | Jarmo Lehtinen      | Ford Focus RS WRC  | 3:23:08.8 | 0:54.1    | 6      |     |
| 4    | Petter Solberg     | Phil Mills          | Citroën C4 WRC     | 3:23:27.1 | 1:12.4    | 5      |     |
| 5    | Sébastien Ogier    | Julien Ingrassia    | Citroën C4 WRC     | 3:23:56.3 | 1:41.6    | 4      |     |
| 6    | Jari-Matti Latvala | Miikka Anttila      | Ford Focus RS WRC  | 3:25:04.5 | 2:49.8    | 3      |     |
| 7    | Matthew Wilson     | Scott Martin        | Ford Focus RS WRC  | 3:29:30.2 | 7:15.5    | 2      |     |
| 8    | Federico Villagra  | Jorge Pérez Companc | Ford Focus RS WRC  | 3:30:42.8 | 8:28.1    | 1      |     |
| JWRC |                    |                     |                    |           |           |        |     |
| 1    | Hans Weijs         | Bjorn Degandt       | Citroën C2 S1600   | 3:40:25.5 | 00:00.0   | 10     |     |
| 2    | Simone Bertolotti  | Luca Celestini      | Suzuki Swift S1600 | 3:45:24.6 | 04:49.1   | 8      |     |
| 3    | Jordi Martí        | Gabriel Sánchez     | Renault Clio RS R3 | 3:45:58.3 | 06:22.8   | 6      |     |
| 4    | Kevin Abbring      | Erwin Mombaerts     | Renault Clio RS R3 | 3:55:18.1 | 15:02.6   | 5      |     |
| 5    | Aaron Burkart      | Michael Kölbach     | Suzuki Swift S1600 | 4:06:48.5 | 26:13.0   | 4      |     |

### Wertungsprüfungen
| Tag                                        | WP                                         | Name          | Länge    | Start MESZ         | Gewinner         | Beifahrer         | Auto           | Zeit           | Leader     |
| ------------------------------------------ | ------------------------------------------ | ------------- | -------- | ------------------ | ---------------- | ----------------- | -------------- | -------------- | ---------- |
| Tag 1 (2. Okt.)                            | WP1                                        | La Mussara 1  | 20,48 km | 08:46              | Dani Sordo       | Marc Martí        | Citroën C4 WRC | 11:33.4        | Dani Sordo |
| Tag 1 (2. Okt.)                            | WP2                                        | Que 1         | 21,26 km | 10:24              | Dani Sordo       | Marc Martí        | Citroën C4 WRC | 11:22.0        | Dani Sordo |
| Tag 1 (2. Okt.)                            | WP3                                        | El Montmell 1 | 24,14 km | 11:07              | Dani Sordo       | Marc Martí        | Citroën C4 WRC | 12:37.6        | Dani Sordo |
| Tag 1 (2. Okt.)                            | Service Port Aventura, 12:38 Uhr (30 Min.) |               |          |                    |                  |                   |                |                | Dani Sordo |
| Tag 1 (2. Okt.)                            | WP4                                        | La Mussara 2  | 20,48 km | 13:54              | Dani Sordo       | Marc Martí        | Citroën C4 WRC | 11:17.4        | Dani Sordo |
| Tag 1 (2. Okt.)                            | WP5                                        | Querol 2      | 21,26 km | 15:32              | Sébastien Loeb   | Daniel Elena      | Citroën C4 WRC | 11:17.4        | Dani Sordo |
| Tag 1 (2. Okt.)                            | WP6                                        | El Montmell 2 | 24,14 km | 16:15              | Sébastien Loeb   | Daniel Elena      | Citroën C4 WRC | 12:34.2        | Dani Sordo |
| Tag 1 (2. Okt.)                            | Service Port Aventura, 17:36 Uhr (45 Min.) |               |          |                    |                  |                   |                |                | Dani Sordo |
| Tag 2 (3. Okt.)                            |                                            |               |          |                    |                  |                   |                |                | Dani Sordo |
| Service Port Aventura, 08:00 Uhr (15 Min.) |                                            |               |          |                    |                  |                   |                |                | Dani Sordo |
| WP7                                        | El Priorat/La Ribera d’Ebre 1              | 38,27 km      | 09:14    | Sébastien Loeb     | Daniel Elena     | Citroën C4 WRC    | 21:44.6        |                | Dani Sordo |
| WP8                                        | Les Garrigues 1                            | 8,6 km        | 10:27    | Sébastien Ogier    | Julien Ingrassia | Citroën C4 WRC    | 05:05.5        | Sébastien Loeb |            |
| WP9                                        | La Llena 1                                 | 17,12 km      | 10:58    | Dani Sordo         | Marc Martí       | Citroën C4 WRC    | 09:38.1        | Dani Sordo     |            |
| Service Port Aventura, 12:48 Uhr (30 Min.) |                                            |               |          |                    |                  |                   |                | Dani Sordo     |            |
| WP10                                       | El Priorat/La Ribera d’Ebre 2              | 38,27 km      | 14:17    | Sébastien Ogier    | Julien Ingrassia | Citroën C4 WRC    | 21:46.1        | Dani Sordo     |            |
| WP11                                       | Les Garrigues 2                            | 8,6 km        | 15:30    | Sébastien Loeb     | Daniel Elena     | Citroën C4 WRC    | 05:06.0        | Dani Sordo     |            |
| WP12                                       | La Llena 2                                 | 17,12 km      | 16:01    | Petter Solberg     | Phil Mills       | Citroën C4 WRC    | 09:49.0        | Sébastien Loeb |            |
| Service Port Aventura, 17:41 Uhr (45 Min.) |                                            |               |          |                    |                  |                   |                | Sébastien Loeb |            |
| Tag 3 (4. Okt.)                            |                                            |               |          |                    |                  |                   |                | Sébastien Loeb |            |
| Service Port Aventura, 07:15 Uhr (15 Min.) |                                            |               |          |                    |                  |                   |                | Sébastien Loeb |            |
| WP13                                       | Riudecanyes 2                              | 16,32 km      | 08:05    | Dani Sordo         | Marc Martí       | Citroën C4 WRC    | 10:32.6        | Sébastien Loeb |            |
| WP14                                       | Santa Marina 1                             | 26,51 km      | 09:06    | Petter Solberg     | Phil Mills       | Citroën C4 WRC    | 15:52.3        | Sébastien Loeb |            |
| WP15                                       | La Serra d'Almos 1                         | 4,11 km       | 10:02    | Sébastien Loeb     | Daniel Elena     | Citroën C4 WRC    | 02:37.8        | Sébastien Loeb |            |
| Service Port Aventura, 10:56 Uhr (30 Min.) |                                            |               |          |                    |                  |                   |                | Sébastien Loeb |            |
| WP16                                       | Riudecanyes 2                              | 16,32 km      | 12:01    | Petter Solberg     | Phil Mills       | Citroën C4 WRC    | 10:32.8        | Sébastien Loeb |            |
| WP17                                       | Santa Marina 2                             | 26,51 km      | 13:02    | Petter Solberg     | Phil Mills       | Citroën C4 WRC    | 15:53.9        | Sébastien Loeb |            |
| WP18                                       | La Serra d'Almos 2                         | 4,11 km       | 13:58    | Jari-Matti Latvala | Miikka Anttila   | Ford Focus RS WRC | 02:39.5        | Sébastien Loeb |            |
| Service Port Aventura, 14:47 Uhr (10 Min.) |                                            |               |          |                    |                  |                   |                | Sébastien Loeb |            |

### Gewinner Wertungsprüfungen
| WP             | Anzahl | Fahrer             | Auto              |
| -------------- | ------ | ------------------ | ----------------- |
| 1–4, 9, 13     | 6      | Dani Sordo         | Citroën C4 WRC    |
| 5–7, 11, 15    | 5      | Sébastien Loeb     | Citroën C4 WRC    |
| 12, 14, 16, 17 | 4      | Petter Solberg     | Citroën C4 WRC    |
| 8, 10          | 2      | Sébastien Ogier    | Citroën C4 WRC    |
| 18             | 1      | Jari-Matti Latvala | Ford Focus RS WRC |

### Fahrer-WM nach der Rallye
| Pos. | Fahrer             | Punkte |
| ---- | ------------------ | ------ |
| 1    | Mikko Hirvonen     | 84     |
| 2    | Sébastien Loeb     | 83     |
| 3    | Dani Sordo         | 60     |
| 4    | Jari-Matti Latvala | 39     |
| 5    | Petter Solberg     | 30     |

### Team-Weltmeisterschaft
| Pos. | Team                | Punkte |
| ---- | ------------------- | ------ |
| 1    | Citroën WRT         | 151    |
| 2    | Ford WRT            | 130    |
| 3    | Stobart WRT         | 73     |
| 4    | Citroën Junior Team | 42     |